# ライフ・イン・トウキョウ・JAPAN・トリビュート・アルバム
『ライフ・イン・トウキョウ・JAPAN・トリビュート・アルバム』(a tribute to JAPAN Life in Tokyo) は、イギリスのバンド、ジャパンへのトリビュート・アルバムとして、日本で企画・制作され、BMGビクターから発売された。1996年の第38回日本レコード大賞において、企画賞を受賞。サポート・メンバーとしてジャパンのツアーに参加した経験をもつ土屋昌巳、SUGIZO、河村隆一ら多数のミュージシャンたちが参加した。

## トラックリスト
★印は作詞・作曲：デヴィッド・シルヴィアン。
1. ライフ・イン・トウキョウ (Life in Tokyo：★[注釈 3] - kyo & ALIEN's STRIPPER
2. オートマティック・ガン (Automatic Gun：★) - Scudelia Electro
3. エイント・ザット・ペキュリアー (Ain't That Peculiar：マーヴ・タープリン（英語版）、ボビー・ロジャース（英語版）、スモーキー・ロビンソン、ピート・ムーア（英語版）) - 藤井麻輝/河村隆一
4. ジ・エクスペリエンス・オブ・スウィミング (The Experience Of Swimming：リチャード・バルビエリ) - Le Fou（SUGIZOを中心とした3人編成のユニット[2]）
5. フォール・イン・ラヴ・ウィズ・ミー (Fall In Love With Me：★) - SUICIDE（DER ZIBETのISSAYと森岡賢のユニット[3]）
6. クワイエット・ライフ (Quiet Life：★) - SUGIZO
7. サンズ・オブ・パイオニアーズ～開拓者のキミ～ (Sons Of Pioneers：デヴィッド・シルヴィアン、ミック・カーン) - R.H.D.（河村隆一、HIROKI、菊地大輔のユニット[4]）
8. コミュニスト・チャイナ (Communist China：★) - バーニングファイヤー・フィーチャリング・SHOTA（KENを中心としたユニット[5]）
9. ヴィジョンズ・オブ・チャイナ (Visions of China：★) - 土屋昌巳
10. ナイトポーター (Nightporter：デヴィッド・シルヴィアン、スティーヴ・ジャンセン) - TORRID（藤井麻輝、渡真利愛らのユニット[6]）